# Rhamphomyia optimalis
Rhamphomyia optimalis är en tvåvingeart som beskrevs av Frey 1953. Rhamphomyia optimalis ingår i släktet Rhamphomyia och familjen dansflugor. Inga underarter finns listade i Catalogue of Life.